# Teorie komunikace
Teorie komunikace (z řec. slova theoros, divák; z lat. slova communicatio, communicare, což znamená spojovat) se týká oblasti komunikace neboli přenosu informací od určitého jedince nebo skupiny k jiným, přesněji řečeno komunikačních procesů a komunikačního chování účastníků těchto procesů v různých interaktivních systémech. Teorie komunikace formou modelu popisují a vykládají mechanismus komunikačního chování, respektive podstatu komunikační situace. Komunikační chování se odehrává v komunikační situaci, která je určena účastníky komunikace, společným kódem (např. jazykem) a znalostí jeho využívání, komunikačním kanálem a komunikačním záměrem.

## Matematická teorie komunikace
Základem teorie komunikace se stala práce dvou amerických vědců C. E. Shannona a W. Weavera s názvem Matematická teorie komunikace z roku 1949. Jejich působení je spojeno s laboratořemi firmy Bell, kde na svém modelu komunikace pracovali během druhé světové války. Řešili problém, jak měřit, kolik informací je daný kanál schopen přenést a způsob, kterým lze přepravit co nejvíce informací.
Shannon a Weaver určili 3 základní roviny problémů při studiu komunikace:
- rovina A – technické problémy (nakolik přesně lze symboly přenášet)
- rovina B – sémantické problémy (nakolik přesně odpovídají přenášené symboly zamýšleným významům)
- rovina C – problémy účinnosti (nakolik účinně ovlivnil adresátem přijatý význam jeho jednání)[2]

Vytvořili lineární model komunikace, který zachycuje její základní složky:

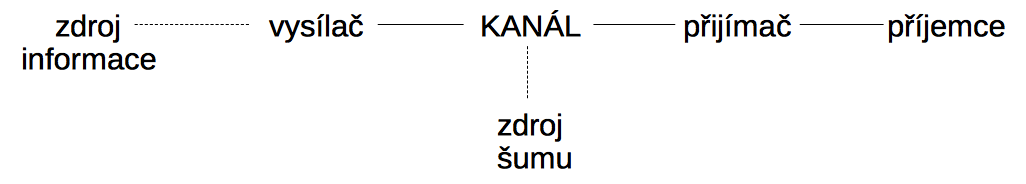

Tento model je dnes považován za nedostatečný, jelikož nebral v potaz zpětnou vazbu příjemce čili vzájemnou komunikaci. Také nepracuje s obsahem zprávy, jejím kódováním a dekódováním.
Na lineární model komunikace navázal maďarsko-americký profesor komunikace G. Gerbner, který zdůraznil vazbu sdělení na smysl pro „skutečnost“, který je ovlivněn a pozměňován médii. H. D. Lasswell, americký politolog a teoretik komunikace, vyzdvihl „účinnost“ komunikace a aplikoval model Shannonův a Weaverův na oblast masové komunikace. Lasswell svůj model pojmenoval “ infuzní jehla“, jelikož média svým stálým jednosměrným pulzováním informací působí na veřejné mínění. V roce 1953 Th. M. Newcomb se pokusil načrtnout nelineární model komunikace vycházející z představy trojúhelníku, jehož vrcholy jsou:

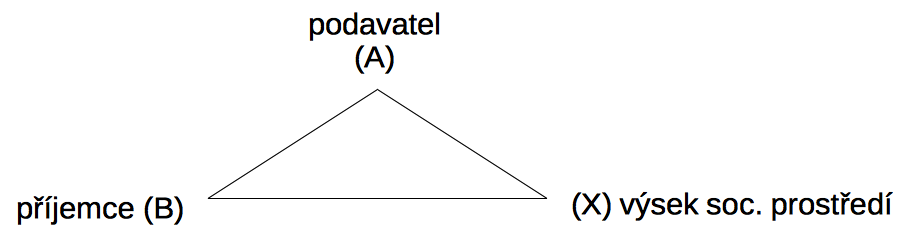

## Strukturální teorie komunikace
Tato teorie kriticky přistupuje k myšlenkám, které načrtl F. de Saussure v koncepci sémiologie. V té Saussure definoval jazyk jako systém, který nelze zaměňovat za konkrétní promluvy, jež jsou jeho realizací. Vzniklo zde rozlišení mezi jazykem jako systémem a samotnou mluvou. Toto dílo dále rozpracovali v teorii znaků Ch. S. Peircem a Ch. W. Morrisem. Teorie vycházejí z trojúhelníkového modelu C. K. Ogdena a I. A. Richardse. Vrcholy tohoto trojúhelníku jsou:

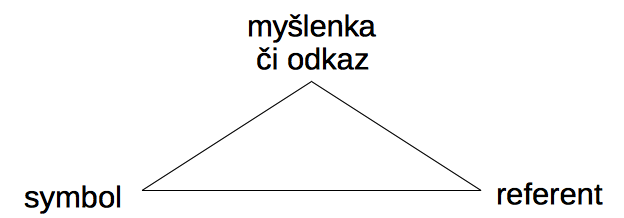

Strukturální teorie komunikace se tedy zabývá kódem, jehož prostřednictvím se komunikace odehrává, a jazykem jako základním komunikačním kódem v lidské společnosti. Jazyk je tedy odlišen od řeči, která je definována jako užití jazyka v konkrétní komunikační situaci.

## Kognitivní a behaviorální teorie
Teorie se věnuje vztahům mezi účastníky komunikace. Řeší tři základní otázky:
- Proč se komunikuje?
- Jaký význam má komunikační situace?
- Jaký je vztah mezi účastníky komunikace?

Komunikaci je přisuzován význam poznávací, přesvědčovací, ovlivňovací.
Ch. E. Osgood, jeden z předních představitelů kognitivní a behaviorální teorie, se věnoval vzniku komunikačních znaků a snažil se stanovit jejich přesný význam. Mezi další významné průkopníky kognitivního přístupu řadíme lingvistu N. Chomského. Ostatní práce se soustřeďují na celkové pojetí komunikace jako přenosu sdělení, u kterého je důležitý především jeho vliv na chování účastníků komunikace. Klíčové při vzniku těchto „teorií kulturní a sociální reality“ byly práce L. Wittgensteina a A. Schutze.

## Angelmatika
Angelmatika (z řec. angelos – anděl, posel) je teorie komunikace rozpracovaná českým teoretikem Jánem Šmokem v 60. letech 20. století. Jejím přínosem je zaměření na jevy, které vnášejí zkreslení do snahy o přenos myšlenky mezi autorem a adresátem od kódování, přes distribuční procesy až k adopci a konzumu sdělení. Angelmatika díky svému odlišnému diskursu vytváří alternativní model komunikace, který si neklade nároky na bezchybnost, ale svébytným úhlem pohledu přispívá ke komplexnějšímu porozumění náročné problematice mezilidské komunikace.